# بنجامين إيلي سميث
بنجامين إيلي سميث (بالإنجليزية: Benjamin Eli Smith)‏ هو لغوي ومترجم أمريكي، ولد في 7 فبراير 1857، وتوفي في 18 مارس 1913.